# Los cuadernos de Malte Laurids Brigge
Los cuadernos de Malte Laurids Brigge es la única novela del escritor Rainer Maria Rilke. Escrita por Rilke durante su estadía en París y publicada en 1910. 

## Descripción
Es una obra semiautobiográfica y está escrita en un estilo literario expresionista. Posteriormente inspiró a Jean-Paul Sartre en su obra La náusea.
La novela toca temas existenciales como la búsqueda del individualismo, el significado de la muerte y reflexiones sobre las vivencias a medida que ésta se aproxima. Muy influido por la obra de Nietzsche, el autor también incorpora técnicas impresionistas de artistas como Auguste Rodin y Paul Cézanne.
Partes de la novela son antirreligiosas, específicamente contra el credo cristiano de la Segunda Venida de Cristo, lo que ve como una promesa que lleva a un sentido universal de “espera”, es decir al inmovilismo.
La novela evoca también imágenes de la Revolución industrial y de la era de progreso científico, impregnadas de ansiedad y alienación.

## Análisis
El joven Malte de 28 años recorre incansable los suburbios parisinos. En ese recorrido, descubre la visión. Esto significa, y así lo expresa, que él está aprendiendo a mirar, y lo que ve son historias donde las luces de París se confunden con los cuerpos. Pareciera no haber división alguna entre los elementos que inundan la atmósfera y los habitantes de la ciudad. En otras palabras, el mundo de Rilke en esta novela es un mundo donde las moléculas que lo habitan han perdido contacto entre sí y se hallan dispersas y perdidas entre las palabras del poeta. Asir una imagen en ese estado significaría captar no solamente la fugacidad, sino también la posibilidad de lo terrible, eso "terrible" que aparecerá muchos años después como un elemento primordial de Las elegías de Duino. 
Así que el joven Malte "O marginado arranca instantes, o merodea alrededor imperturbable", como diría Bernd Wolf en la Gaceta de los insomnes.
Es una obra rica en elementos conceptuales, en imágenes, de la cual se podría decir que expresa magistralmente la decadencia del mundo, centrándose en la ciudad de París, aunque el relato-poema se parte en fragmentos y abarca distintas entidades psicológicas y diversos lugares del recuerdo del protagonista. Aunque decir psicológicas es sólo una manera de acercarse al texto, porque en esa retrospectiva la conciencia está partida entre la memoria, que regularmente se instala en la niñez, y la variedad de elementos que parecen provenir de sitios donde la memoria ha perdido sus fundamentos; es decir, los límites de su percepción. 
El narrapoema comienza en París; pero si bien la obra está escrita en 1910, la ubicación de los episodios en ese año es algo impreciso, y para algunas teorías de la literatura innecesario. Los hechos ocurren simplemente, y decir París, sería igual que decir que la historia ocurre en el infierno, como diría Dante Gabriel Rossetti de la obra Cumbres Borrascosas de Emily Brontë.